# Ángel Liciardi
Ángel Luis Liciardi Pasculi (Armstrong, 2 marzo 1946) è un ex calciatore argentino naturalizzato ecuadoriano, di ruolo attaccante. Figura al terzo posto della classifica dei realizzatori della Categoría Primera A.

## Caratteristiche tecniche
Giocò come centravanti. Ebbe delle spiccate abilità di finalizzazione, che gli permisero di diventare a più riprese il miglior marcatore del campionato ecuadoriano.

## Carriera

### Club
Dopo aver debuttato in Primera División Argentina nel 1968 con il Belgrano, si trasferì all'Emelec nel 1970. Messo sotto contratto poi dal Deportivo Cuenca, si stabilì come uno dei principali attaccanti del torneo: per quattro volte (di cui tre consecutive), difatti, fu il realizzatore più prolifico, assommando più di cento reti con la maglia del club. Nel 1975 stabilì il record del maggior numero di gol in un solo campionato, con trentasei marcature: tale primato durò fino per ventidue stagioni, fino a quando Iván Kaviedes non superò la cifra il 7 dicembre 1998; l'attaccante andò poi a stabilire un nuovo record, raggiungendo quota quarantatré reti. Dopo aver lasciato il Cuenca nel 1977, Liciardi giocò solo un'altra stagione, prima di ritirarsi nel 1978.

### Nazionale
Naturalizzato ecuadoriano un anno dopo il suo arrivo nel Paese, venne convocato in Nazionale e debuttò il 20 ottobre 1976; nelle poche partite da lui giocate, mantenne comunque una considerevole media: le marcature furono sette in nove incontri.

## Palmarès

### Individuale
- Capocannoniere della Primera Categoría Serie A: 4

1972 (24 gol), 1974 (19 gol), 1975 (36 gol), 1976 (35 gol),